# Depot von Hoyerswerda (Fund 1)
In der Form kein Artikel --Frank Winkelmann 23:25, 18. Jan. 2011 (CET)

Das Depot von Hoyerswerda (Fund 1) ist ein Depotfund der Frühbronzezeit. Der genaue Fundort und die Fundumstände sind nicht bekannt.
Der Hortfund besteht aus zwei schweren ovalen offenen Ringen. Sie werden der Aunjetitzer Kultur zugeordnet und auf 1800–1600 v. Chr. datiert.